# Římskokatolická farnost Čechy pod Kosířem
Římskokatolická farnost Čechy pod Kosířem je územní společenství římských katolíků s farním kostelem sv. Jana Křtitele v děkanátu Konice.

## Dějiny farnosti
Farnost Čechy pod Kosířem existovala již v roce 1356.

## Území farnosti a sakrální stavby
Do farnosti přísluší následující obce s těmito sakrálními stavbami:
- Čechy pod Kosířem
  - Farní kostel sv. Jana Křtitele
  - Kaple svatého Floriána
- Stařechovice
  - Filiální kostel Narození Panny Marie
  - Kaple svatého Martina v místní části Služín
- Hluchov
  - Kaple Panny Marie

## Duchovní správci
Od července 2006 byl administrátorem excurrendo R. D. Mgr. Janusz Zenon Łomzik. Toho v červenci 2018 vystřídal R. D. Mgr. Roman Vlk.

## Bohoslužby
| Kostel            | Místo             | Bohoslužba (den) | Hodina      | Poznámka     |
| ----------------- | ----------------- | ---------------- | ----------- | ------------ |
| sv. Jana Křtitele | Čechy pod Kosířem | neděle čtvrtek   | 10.30 18.00 | farní kostel |